# Brondolesius de Trottis
Brondolesius de Trottis ou Brandelisio Trotti, mort en 1563, est un ecclésiastique du XVIe siècle, évêque de Maurienne (1560-1563).

## Nom
La forme de son nom varie dans les sources. On trouve de Trottis, pour Besson et le chanoine Angley. Le site Internet catholic-hierarchy.org retient la forme Brandelisio Trotti. La forme de son prénom diffère également, ainsi Besson donne Brondolesius ainsi que Grandelisius, d'autres sources proposent Brandalisio, Brondolésius et Brandelise.

## Biographie
Brondolesius de Trottis semble issu de la famille Trotti, originaire de Ferrare (Émilie-Romagne)[réf. nécessaire]. Il est prévôt de la cathédrale de Ferrare, lorsqu'il est appelé à siéger sur le trône de Saint-Jean-de-Maurienne,. Il est désigné pour devenir évêque de Maurienne, le 27 mars 1560 et confirmé neuf mois plus tard, le 21 novembre. L'Indult passé en 1451 entre du duc de Savoie et le Pape spécifie que les évêques dans les États de Savoie devaient être des sujets piémontais. Brondolesius de Trottis étant étranger. Le duc Emmanuel-Philibert de Savoie, qui vient de récupérer une partie de ses terres, valide la nomination.
Sur la route qui le mène à son évêché, en 1563, il meurt à Rivoli (Piémont),. Son corps est enterré dans la ville piémontaise.